# Maria Ilona
Pour plus de détails, voir Fiche technique et Distribution.
Maria Ilona est un film allemand réalisé par Géza von Bolváry sorti en 1939.
Il s'agit de l'adaptation du roman Ilona Beck d'Oswald Richter-Tersik, paru en 1937.

## Synopsis
En 1848, les Hongrois se révoltent pour l'indépendance contre l'Autriche. De nombreux officiers ont déjà déserté et sont attachés aux efforts d'indépendance des jeunes officiers du pays. L'empereur à Vienne refuse de faire entrer les officiers hongrois invités au bal annuel du palais de Schönbrunn. L'un des jeunes officiers rejetés à la porte est le Hongrois patriotique Imre von Hontos, dont la sœur aînée Maria Ilona fut mariée au baron autrichien von Wolkersdorf, décédé trois ans plus tôt. Cela en fait la personne idéale pour les deux parties lorsqu'il s'agit de négocier pour l'Autriche et la Hongrie.
La jeune veuve fait la connaissance du Karl Felix prince de Schwarzenberg, bien plus âgé, lors du bal. L'amour se développe rapidement. Le prince confie à Maria Ilona une mission délicate : Maria Ilona, qui est complètement inexpérimentée politiquement, doit essayer d'arranger un règlement avec les officiers hongrois prêts à se révolter contre la maison des Habsbourg. Fidèle à son ancien empereur, la Hongroise autrichienne, originaire des deux cultures, est prête à se rendre chez le meneur Lajos Kossuth et à demander une discussion. Tous les deux se connaissent depuis l'enfance et Maria Ilona peut donc gagner sa confiance. Kossuth est en fait prêt à faire des concessions écrites lorsqu'un message alarmant arrive : le vieil empereur Ferdinand a abdiqué en faveur de son neveu François-Joseph, et il n'est pas nécessairement considéré comme un homme de modération.
François-Joseph n'attend pas le résultat de la délicate mission de Maria Ilona, mais envoie des troupes sur les conseils de sa mère sous la direction du prince Windischgrätz pour occuper la Hongrie. Les Hongrois sont maintenant contre lui à l'unisson. Lorsque le prince Schwarzenberg demande au jeune monarque de démissionner, François-Joseph rejette cette demande. Maria Ilona, qui n'en est pas informée, doit donc croire que son bien-aimé Schwarzenberg participe à cette opération militaire contre sa patrie hongroise. Elle se sent trahie par lui.
Kossuth et Imre tentent maintenant de persuader Maria Ilona de basculer complètement dans leur camp politique et de se battre uniquement pour la cause hongroise. Elle accepte et ment au prince Schwarzenberg à son retour à Vienne, affirmant qu'il n'y a plus du tout d'armée hongroise. En réalité, cependant, les jeunes officiers se sont retirés dans la région des Carpates afin de regrouper et de former des officiers subalternes. Maria Ilona trompe même le chef militaire autrichien Windischgraetz en l'attirant lui et ses troupes hors de Budapest afin que les soldats hongrois puissent reprendre leur ville natale à un moment favorable. Une attaque majeure contre Vienne doit être lancée à partir de là.
Pendant ce temps, les Autrichiens ont arrêté Imre. Sa mort semble certaine, car l'empereur François-Joseph a ordonné la punition la plus stricte possible de tous les officiers hongrois impliqués dans le soulèvement contre la couronne des Habsbourg. Maria Ilona apparaît à Vienne avec la nouvelle que la Hongrie est enfin libre, Kossuth et ses hommes ont gagné à tous les niveaux. Elle demande à son fiancé Schwarzenberg de défendre la grâce de son frère, car l'Autriche ne gagnerait rien à son exécution. Le prince est prêt à le faire, mais il veut par contre qu'Imre quitte Kossuth. Mais le patriote hongrois ne peut se résoudre à le faire. Désespérée, Maria Ilona avoue maintenant à son fiancé qu'elle l'a trompé avec un message de victoire des nationalistes hongrois. Cela met fin à la relation des deux amoureux.

## Fiche technique
- Titre : Maria Ilona
- Réalisation : Géza von Bolváry assisté de Carl von Barany et Wolfgang Wehrum
- Scénario : Werner Eplinius (de), Richard Billinger (de), Philipp Lothar Mayring
- Musique : Alois Melichar
- Direction artistique : Robert Herlth
- Costumes : Eleanor Behm
- Photographie : Ewald Daub
- Son : Erich Leistner
- Montage : Wolfgang Wehrum (de)
- Production : Viktor von Struve (de)
- Sociétés de production : Terra Filmkunst
- Société de distribution : Terra Filmkunst
- Pays de production :  Reich allemand
- Langue : allemand
- Format : Noir et blanc - 1,37:1 - Mono - 35 mm
- Genre : drame historique
- Durée : 94 minutes
- Dates de sortie :
  - Troisième Reich : 14 décembre 1939.
  - Royaume de Hongrie : 20 décembre 1939.
  - France : 20 septembre 1940[1].

## Distribution
- Paula Wessely : Maria Ilona von Wolkersdorf
- Willy Birgel : Felix zu Schwarzenberg
- Paul Hörbiger : L'empereur Ferdinand d'Autriche
- Hedwig Bleibtreu : Sophie de Bavière
- Hermann Brix : François-Joseph, leur fils
- Otto Wernicke : Alfred de Windisch-Graetz
- Paul Hubschmid : Imre von Hontos, le frère de Maria Ilona
- Rosa Albach-Retty : Fürstin Lobkowitz
- Bruno Hübner : Pospischill
- Richard Häussler (de) : Lajos Kossuth
- Karl Günther : Artúr Görgey
- Heinz von Cleve : Major von Meszaros
- Theodor Danegger (de) : Anton
- Franz Schafheitlin : Hauptmann von Sailern, l'adjudant de Schwarzenberg
- Elisabeth Markus : Therese, une fille avec Maria Ilona
- Peter Elsholtz : Pista, le dompteur d'ours
- Hubert von Meyerinck : Pizzi, l'artiste des silhouettes
- Karl Etlinger : Le veilleur de nuit
- Klaus Pohl : Sternengucker
- Anton Pointner : Brühwasser, adjudant de l'empereur Ferdinand
- Vera Comployer : La vendeuse d'eau
- Magnus Stifter : L'Oberhofmeister
- Viktor Afritsch (de) : Officier d'état-major général autrichien
- Angelo Ferrari : Officier hongrois au bal de l'empereur
- Harry Hardt : Adjudant de François-Joseph
- Ludmilla Hell (de) : Une jeune gitane
- Alfred Karen (de) : Un invité du bal de l'empereur
- Wolfgang Klein : Officier hongrois au bal de l'empereur
- Peter C. Leska : Officier hongrois au bal de l'empereur
- Georg A. Profé (de) : Officier hongrois au bal de l'empereur
- Josef Reithofer : Le premier officier hongrois au bal de l'empereur
- Lotte Spira (de) : Une invitée de l'empereur Ferdinand

## Article annexe
- Liste des longs métrages allemands créés sous le nazisme

## Source de la traduction
- (de) Cet article est partiellement ou en totalité issu de l’article de Wikipédia en allemand intitulé « Maria Ilona » (voir la liste des auteurs).